# Porfirinogênio
Em bioquímica um porfirinogênio é um membro de uma classe de macrociclos tetrapirróis com ocorrência natural. Porfirinogênios são intermediários na biossíntese de cofatores contendo porfirina, os quais são encontrados em muitas enzimas e proteínas, incluindo mioglobina, hemoglobina, citocromos e clorofilas.
Porfirinogênios temn quatro grupos metileno e quatro anéis pirrol. Em porfirinas, os quatro anéis C4N são ligados por grupos metino (CH), e dois dos anéis C4N não tem grupos NH:
 porfirinogênio  →  porfirina +  3 "H2"